# Una manzana al día mantiene al doctor en la lejanía

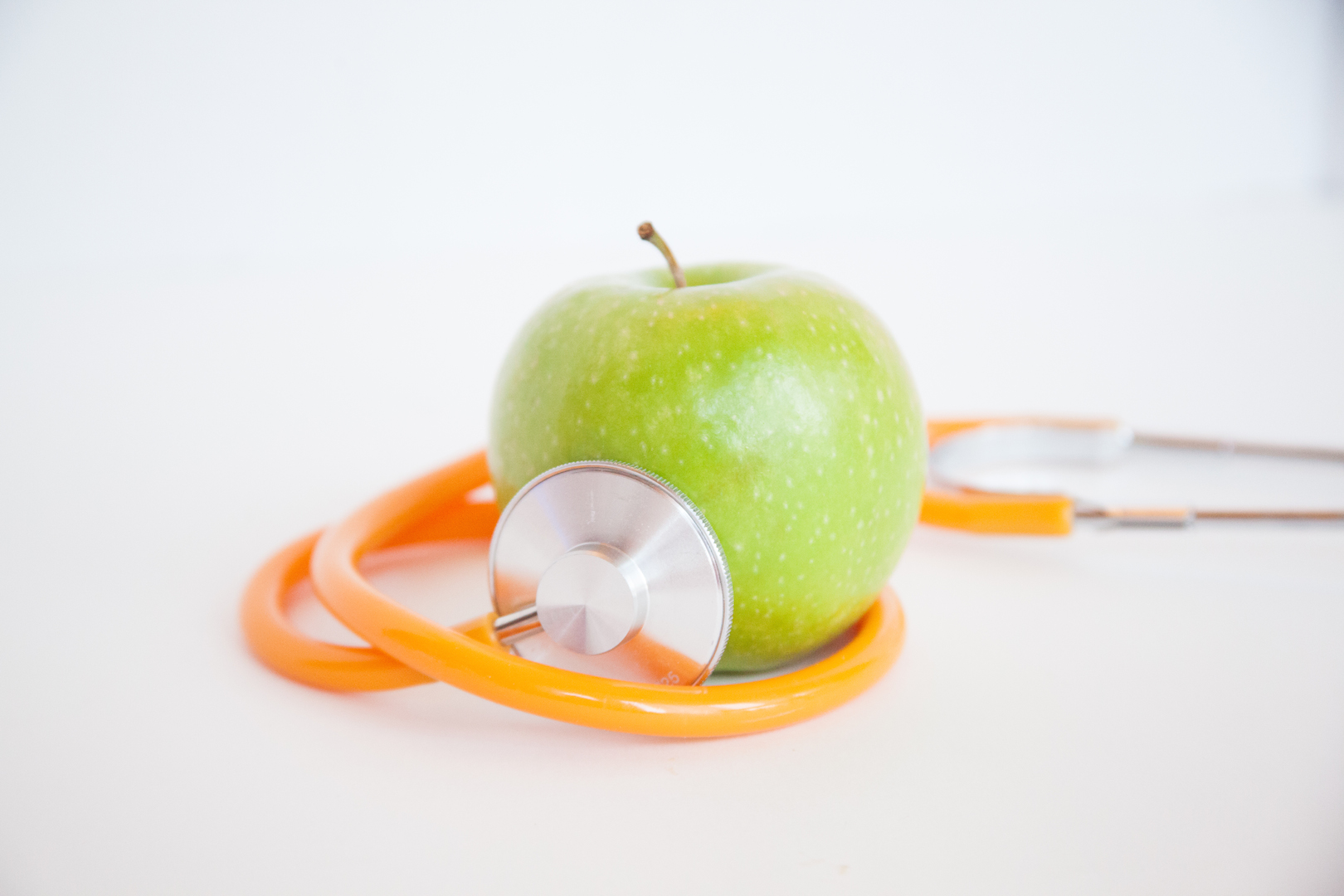
Generalmente se considera que el consumo de una manzana tiene efectos beneficiosos.

«Una manzana al día mantiene al doctor en la lejanía» es un refrán equivalente al de lengua inglesa de origen galés que dice «An apple a day keeps the doctor away». Trata el conocimiento tradicional sobre que el consumo de una manzana (o frutas y vegetales en general) tiene beneficios para la salud.

## Origen
Data de los años 60 en Gales, concretamente en Pembrokeshire. Originalmente decía «Comer una manzana al irse a la cama, evitará que el doctor venga mañana». Hoy en día es «Una manzana al día mantiene al doctor en la lejanía», y esta versión se empezó a usar a finales del siglo XIX, según datos impresos en textos del año 1887.

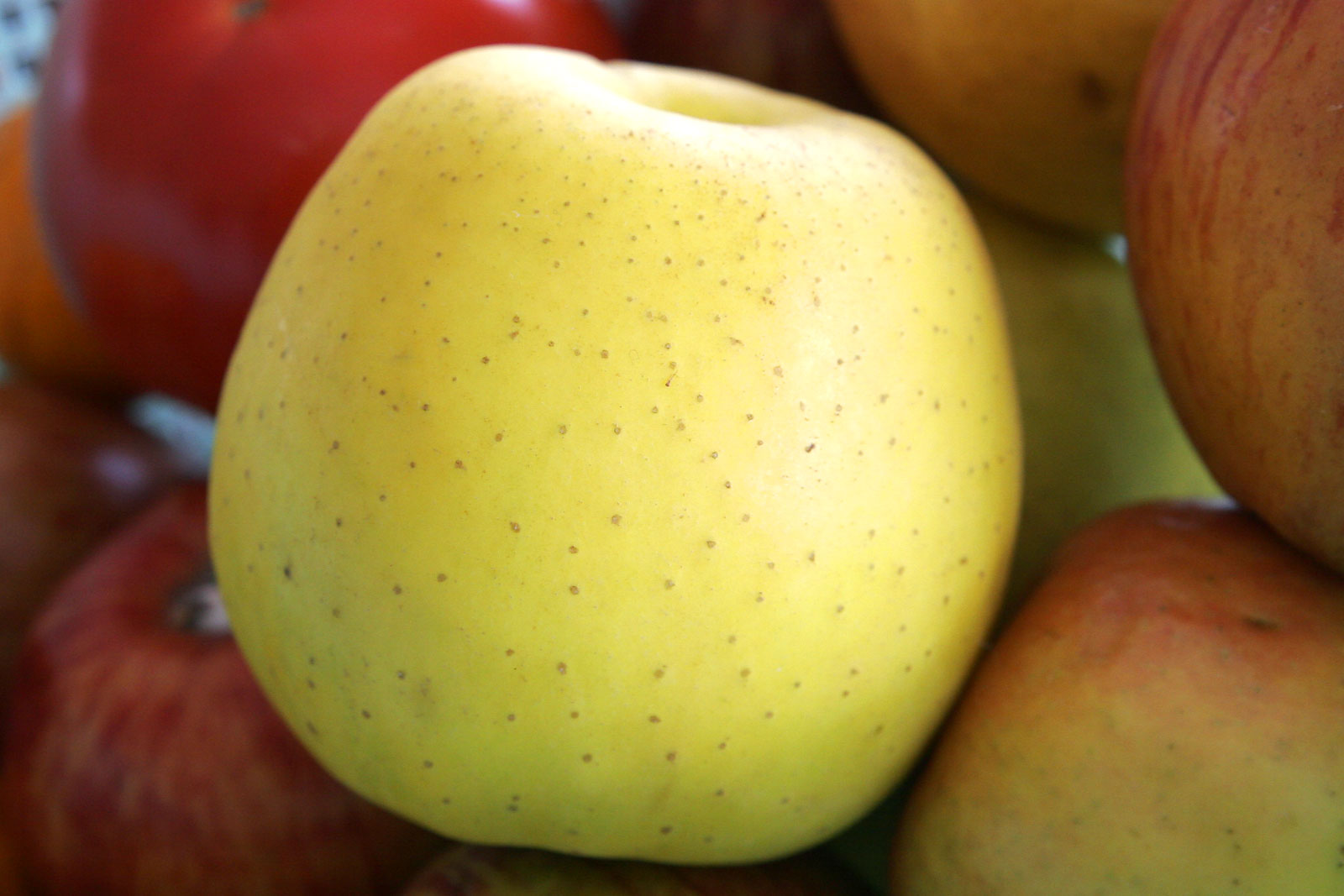

## Curiosidades
Este refrán también ha sido adaptado a muchos otros ámbitos, por ejemplo, en el mundo del motor se ha hecho famoso el refrán «Un corte al día, aleja la avería».